# Entelodontidae
Entélodontes
Famille

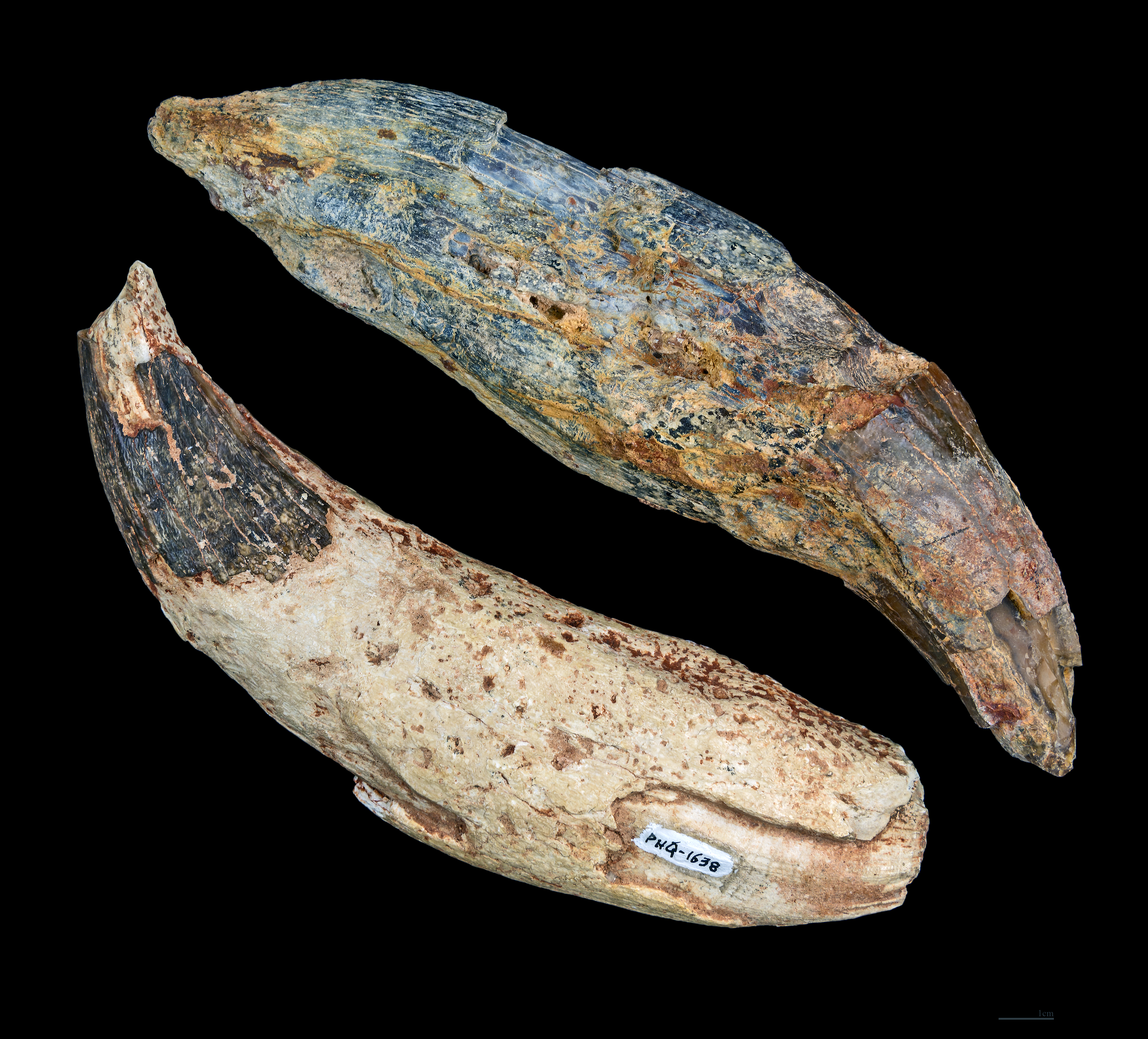
Deux canines de l'Entélodonte Entelodon magnus au Muséum de Toulouse.

Les Entelodontidae (en français entélodontidés, mais souvent simplifié en entélodontes) sont une famille éteinte de mammifères préhistoriques, ayant vécu de la fin de l'Éocène jusqu'au début du Miocène, soit de -35 à -20 Ma. Elle comprenait plusieurs espèces dont la taille variait du sanglier au rhinocéros. Les entélodontes, apparentés en apparence aux suidés comme le porc domestique, partagent un ancêtre commun avec lui mais sont en réalité plus proches des hippopotamidés et des cétacés.

## Description physique
Les entélodontes ou Entelodontidae ressemblent beaucoup à certains Suines comme au porc et au sanglier de l'époque moderne par plusieurs caractéristiques physiques. Cependant, ces similitudes sont en fait le produit d'une évolution convergente fortuite.
Hauts sur pattes et corpulents, les entélodontes présentaient des excroissances osseuses sur les joues et sur la mâchoire inférieure. Leurs mâchoires étaient constituées de molaires et de prémolaires ainsi que de canines incurvées qui pouvaient broyer aussi bien des os que des noix, des racines ou des lianes. Leur cerveau était petit, mais les zones correspondant à l'odorat étaient bien développées. Leurs pattes déliées permettaient sans doute une course rapide. Elles n'avaient que deux doigts, aux contraire des suiformes qui en ont en général quatre.

## Habitat et mode de vie
Les espèces d'entélodontes habitaient l'Amérique du Nord et l'Europe mais devaient être d'origine asiatique car l'un des plus anciens fossiles a été retrouvé à Hsanda Gal, en Mongolie.
Les habitats des entélodontes devaient être les plaines herbeuses, les savanes et les forêts ouvertes. Ils ont peut-être vécu en troupeau : à Agate Springs, dans le Nebraska, une centaine de spécimens de Daeodon ont été mis au jour à la fin du XIXe siècle, mais il est aussi possible que ce rassemblement soit consécutif à un épisode de sécheresse avec regroupement autour d'un point d'eau finalement disparu. Il devait y avoir des combats entre individus car des dents fossiles ont été trouvées brisées et les crânes portent des entailles de 2 à 5 cm.
Le crâne permettait à l'animal d'écraser aisément des os ou des noix (y compris de coco). Les entélodontes étaient peut-être des omnivores charognards, mais pouvaient aussi probablement tuer des animaux lents comme les serpents, les tortues et les oisillons, ou tout autre animal malade ou blessé. Comme les hyènes d'aujourd'hui suivent les lions, ils suivaient peut-être les Hyaenodons pour se repaître de leurs restes. Les entélodontes se nourrissait probablement également d'herbes et de racines. Il est possible qu'il ait pratiqué le cannibalisme en cas de famine ou d'épizootie, au détriment des individus les plus affaiblis.

## Classification
Pendant un temps, les Entelodontidae furent classés dans l'ordre des Suines, mais les études phylogéniques ultérieures ont montré qu'ils étaient plus proches des hippopotames (qu'on a aussi rangé parmi les suidés) et des cétacés, avec lesquels ils sont à présent inclus dans le clade des Cetancodontamorpha, qui comprend le sous-ordre des Cetancodonta dont font partie les hippopotames et les cétacés. Les entélodontes ont aussi une parenté avec l’Andrewsarchus, un ongulé carnivore.

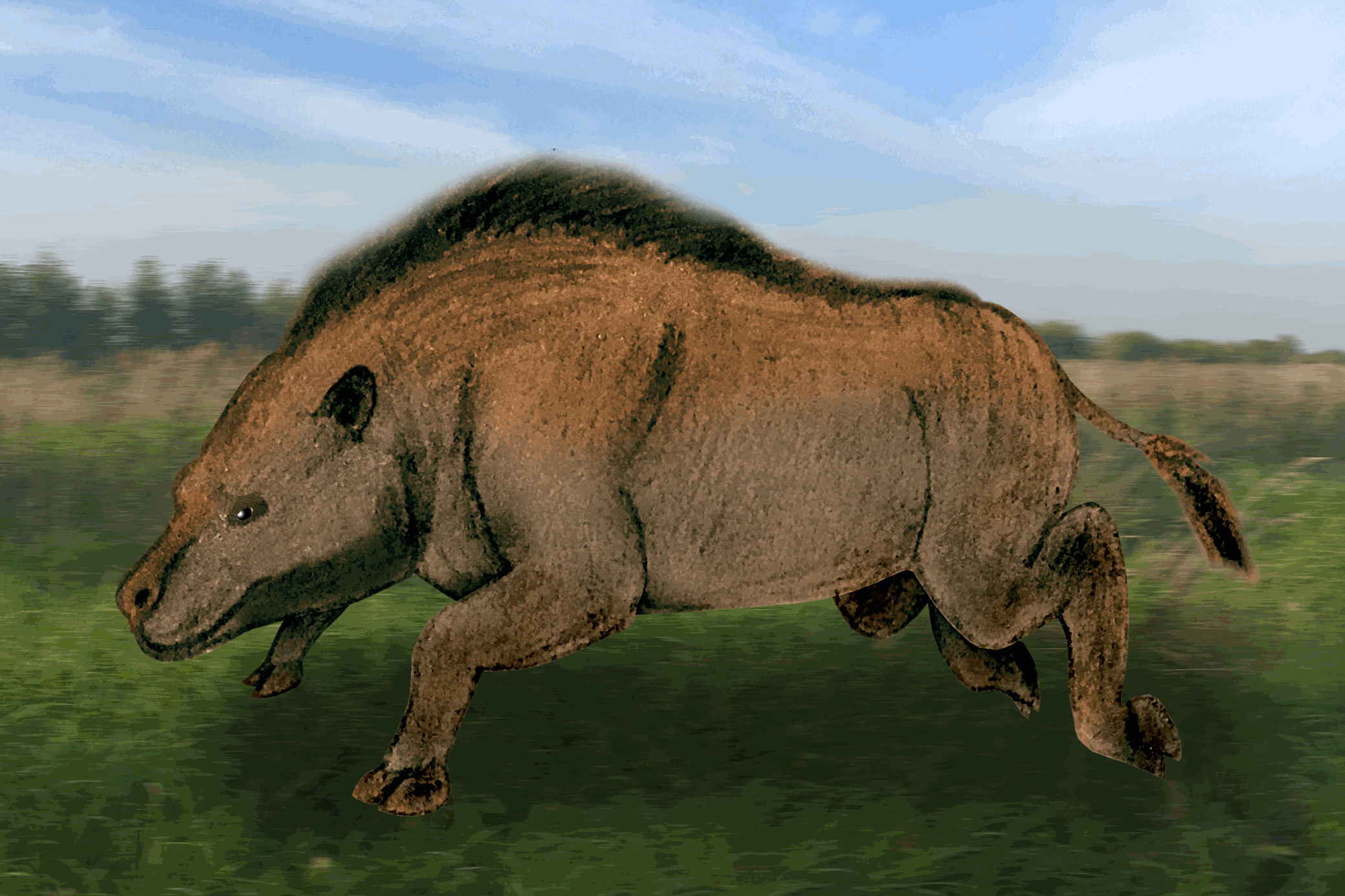
Restitution d'un Paraentelodon par Xiphactinus88.

Selon certaines classifications des Cetartiodactyla, les clades des Cetancodontamorpha et des Suina/Suoidea sont parfois séparés par celui des ruminants (Ruminantia) et ne sont donc pas apparentés entre eux. Il est cependant accepté encore aujourd'hui qu'au sein des familles des cétartiodactyles/artiodactyles, ce sont les Cetancodontamorpha (hippopotames, entélodontes et cétacés) qui se placent entre les Suoidea (porcs et pécaris) et les Ruminantia (tous les autres ongulés),. Quoi qu'il en soit, les Cetancodontamorpha et les Ruminantia font partie de l'ordre des Cetruminantia inclus avec les Suoidea dans les Artiofabula qui, avec les Tylopoda, forment les Cetartiodactyla/artiodactyla.

## Liste des genres
Selon Paleobiology Database (18 août 2013) :
- Boochoerus
- Choerodon
- Daeodon (anciennement Dinohyus)
- Entelodon, Aymard, 1842[4]
  - Entelodon deguilhemi, J. Reppelin, 1918
  - Entelodon dirus, Matthew et Granger, 1923
  - Entelodon magnus, Aymard, 1842
  - Entelodon antiquus
  - Entelodon golzi
  - Entelodon gobiensis
  - Entelodon ronzonii
  - Entelodon verdeaui

- Megachoerus
- Paraentelodon
  - Paraentelodon macrognathus

## Principauxgenres
- Entelodon vivait en Europe à l'Oligocène. L'espèce Entelodon deguilhemi mesurait 1,35 mètre et était l'un des plus petits de la famille. Ses excroissances, à la tête, aux joues et à la mâchoire inférieure, étaient particulièrement bien développées ;
- Archaeotherium a vécu en Amérique du Nord de l'Oligocène au Miocène. Son crâne était large et solide, avec un cerveau plutôt petit. De la taille d'un bœuf, il semble avoir été un animal très agressif, les mâles s'opposant en terribles combats pour accéder aux femelles. Carnassier, il devait surtout se nourrir de charognes. Il ressemblait à un énorme phacochère ;
- Daeodon est le plus grand des entélodontes connus : mesurant 2,2 mètres de hauteur et 4 mètres de longueur, il ressemblait à un phacochère de la taille d'un rhinocéros. Il a vécu en Amérique du Nord de l'Oligocène au Miocène inférieur et est l'un des derniers de la famille. Ses excroissances osseuses étaient moins prononcées que chez les autres espèces.

## Les Entélodontes dans la culture
Dans la culture populaire anglophone, les Entélodontes ont parfois reçu des surnoms comme Hell Pig (« cochon de l'enfer ») ou Terminator Pig. Ils apparaissent dans l'épisode 3 / 8 « Un monde de géants » de la série documentaire en images de synthèse Sur la Terre des monstres disparus.